# Skänninge stadga (1335)
Skänninge stadga från år 1335 var en riksstadga som reglerar förhållandet mellan konungen och alla hans underståtar. Stadgan är utfärdad den 30 november av kung Magnus Eriksson och besluten är fattade tillsammans med hans rådgivare. Handlingen finns ej bevarad i original.

## Källmaterialet
Ett original av stadgan förvarades på Riksarkivet men gick förlorad genom slottsbranden 1697. En avskrift från 1600-talet har begagnts av Johan Hadorph när han lät trycka stadgan i Bjärköarättens bihang Gamla stadgar. Avskriften anses dock vårdslöst återgiven. Denna avskrift tjänar även som underlag i den text (SD 3175) som införts i Svenskt diplomatarium. Ytterligare en avskrift från 1600-talet är känd, men även denna är behäftad med felaktigheter.  

## Artiklarna
1. Påbud om allmän frid.
2. Förbud mot väpnad ritt genom landet.
3. Begränsning av frälsets följen.
4. Om tavernors anläggande vid allmänna vägar. Påbud om gästning och förbud mot våldgästning.
5. Förbud mot angrepp på person eller ägodelar, hus, vattenverk.
6. Förbud att ge ifrån sig sin målsäganderätt.
7. Förbud mot att svekfullt tillskansa sig kungens inkomster.
8. Förbud mot olovligt tillgrepp av annans häst.
9. Maning till fred, samt att anmäla våldsgästningar.

## Om innehållet
Stadgans första artiklar har utgångspunkt i Magnus Birgersson tidigare lagstiftning, varpå följer Magnus Erikssons nya artiklar. Bland de äldre artiklarna finns upprepning av Alsnö stadgas artikel 1, om gästning och våldgästning, samt förbudet för länsinnehavaren att ta ut vissa skatter från bönderna. Från Skänninge stadga (år 1284) återfinns artikel 1 och 6, med skillnaden att antalet hästar för riddare och svenner utanför rådet har ökat från 4 till 6 . 
Bland de nya bestämmelserna var bland annat, att tavernor skulle inrättas vid de allmänna vägarna och i byar som detta saknade. För de resande skulle en rättare ansvara för att det fanns husrum och stall i storbyar. Vid bondes vägran att erbjuda rum mot betalning bötes 3 mark; 1 till konungen, en till häradet, och en till den vägfarande. Den som stjäl av präst eller bonde, eller våldgästar deras hus, skall avrättas med svärd efter rannsakning. Ingen får utan överbevisad rannsakning bindas eller pinas. Om så skedde, utan fällande dom, skall den som band mista livet . 
Magnus Eriksson låter senare utveckla artiklarna i stadgan och återupprepar dem i Uppsala stadga (1344).